# Dany Carrel
Dany Carrel, nome d'arte di Yvonne Chazelles du Chaxel; accreditata talvolta anche come Danny Carrell e Suzanne Chazelle (Đà Nẵng, 20 settembre 1932), è un'attrice francese, vietnamita di nascita, che è stata attiva prevalentemente dai primi anni cinquanta fino a tutti gli anni sessanta.
Il film che le diede notorietà fu Quartiere dei Lillà (1957), accanto a Pierre Brasseur, Henri Vidal e Georges Brassens, per la regia di René Clair.
Contestualmente all'attività di attrice cinematografica ha portato avanti quella di attrice teatrale.

## Biografia
Così come la sorella Alice, Dany Carrel nacque nel Protettorato di Annam (Indocina francese) dall'unione sentimentale fra Aimé Chazelles du Chaxel, direttore di dogana, e una giovane vietnamita di nome Kam.
La Carrel conobbe una certa fama anche in Italia per la sua partecipazione alla commedia Racconti d'estate (1958), in cui interpretava il ruolo di un'amica di Aristarco, il manager seduttore impersonato da Alberto Sordi.
Lo pseudonimo con cui si affermò nel cinema le fu suggerito da Henri Decoin (scrittore, sceneggiatore e produttore cinematografico) che la scritturò per il suo film Il dormitorio delle adolescenti (1953). Il cognome "Carrel" figurava in un manoscritto sulla vita del dottor Alexis Carrel che Decoin aveva sulla scrivania. Il nome "Dany" fu invece scelto dall'attrice stessa, che non volle fossero utilizzati i nomignoli con cui era conosciuta fin dall'infanzia (Vovonne o Vonette).
Nel 1991 pubblico un'autobiografia per le edizioni Robert Laffont, intitolata L'Annamite, da cui è stato tratto un film per la televisione.

## Filmografia parziale
- Il dormitorio delle adolescenti (Dortoir des grandes), regia di Henri Decoin (1953)
- Maternité clandestine, regia di Jean Gourguet (1953)
- La Patrouille des sables, regia di René Chanas (1954)
- La Cage aux souris, regia di Jean Gourguet (1954)
- Uomini senza casa (Les Chiffonniers d'Emmaüs, regia di Robert Darène (1955)
- Le grandi manovre (Les Grandes Manœuvres), regia di René Clair (1955)
- Appuntamento al Km. 424 (Des gens sans importance), regia di Henri Verneuil (1956)
- Club di ragazze (Club des femmes), regia di Ralph Habib (1956)
- Le donne degli altri (Pot-Bouille), regia di Julien Duvivier (1957)
- Élisa, regia di Roger Richebé (1957)
- Quartiere dei Lillà (Porte des Lilas), regia di René Clair (1957)
- Delitto blu (Escapade), regia di Ralph Habib (1957)
- Ce soir, les souris dansent, regia di Juan Fortuny (1957)
- Racconti d'estate, regia di Gianni Franciolini (1958)
- La notte degli sciacalli (La Moucharde), regia di Guy Lefranc (1958)
- Questo corpo tanto desiderato (Ce corps tant désiré) di Luis Saslavsky (1959)
- Dragatori di donne (Les Dragueurs), regia di Jean-Pierre Mocky (1959)
- Il mulino delle donne di pietra, regia di Giorgio Ferroni (1960)
- Esecuzione in massa (The Enemy General), regia di George Sherman (1960)
- Le mani dell'altro (The Hands of Orlac), regia di Edmond T. Gréville (1961)
- Vento caldo di battaglia (Carillons sans joie), regia di Charles Brabant (1961)
- Codice segreto (Les Ennemis), regia di Édouard Molinaro (1962)
- La banda degli inesorabili (Règlements de comptes), regia di Pierre Chevalier (1963)
- Strana voglia di una vedova (Du grabuge chez les veuves), regia di Jacques Poitrenaud (1963)
- Due uomini in fuga... per un colpo maldestro (Une souris chez les hommes) (o Un Drôle de caïd), regia di Jacques Poitrenaud (1964)
- Non sono un'assassina (Piège pour Cendrillon), regia di André Cayatte (1965)
- Un idiot à Paris, regia di Serge Korber (1967)
- La fredda alba del commissario Joss (Le Pacha), regia di Georges Lautner (1968)
- Il caldo amore di Evelyn (La Petite Vertu), regia di Serge Korber (1968)
- La prigioniera (La Prisonnière), regia di Henri-Georges Clouzot (1968)
- Clérambard, regia di Yves Robert (1969)
- 7 cervelli per un colpo perfetto (Trois Milliards sans ascenseur), regia di Roger Pigaut (1972)
- Faut s'les faire... ces légionnaires!, regia di Alain Nauroy (1981)
- Non rompeteci (Le Bahut va craquer), regia di Michel Nerval (1981)
- Le Disparu du 7 octobre, regia di Jacques Ertaud (1983) - film tv

## Doppiatrici italiane
- Maria Pia Di Meo in Quartiere dei Lillà, Il mulino delle donne di pietra
- Fiorella Betti in Grandi manovre
- Rosetta Calavetta in Racconti d'estate
- Rita Savagnone in Esecuzione in massa